# Carcharhinus perezii
Carcharhinus perezii е вид хрущялна риба от семейство Сиви акули (Carcharhinidae). Видът е почти застрашен от изчезване.

## Разпространение
Разпространен е в Антигуа и Барбуда, Барбадос, Бахамски острови, Белиз, Бермудски острови, Бразилия (Алагоас, Амапа, Баия, Еспирито Санто, Мараняо, Пара, Параиба, Парана, Пернамбуко, Пиауи, Рио Гранди до Норти, Рио де Жанейро, Санта Катарина, Сао Пауло, Сеара и Сержипи), Венецуела, Гватемала, Гвиана, Гренада, Доминика, Доминиканска република, Колумбия, Коста Рика, Куба, Мексико (Веракрус, Кампече, Кинтана Ро, Табаско, Тамаулипас и Юкатан), Никарагуа, Панама, САЩ (Алабама, Джорджия, Луизиана, Мисисипи, Северна Каролина, Тексас, Флорида и Южна Каролина), Сейнт Винсент и Гренадини, Сейнт Китс и Невис, Сейнт Лусия, Суринам, Тринидад и Тобаго, Френска Гвиана, Хаити, Хондурас и Ямайка.